# 硝酸
硝酸（英語：nitric acid）為強酸，化学式HNO3，水溶液俗称硝镪水。硝酸是重要的化工原料。纯硝酸为无色液体，沸点83℃，味苦，在−42℃时凝结为无色晶体，与水混溶，有强氧化性和腐蚀性。其不同浓度水溶液性质有别，市售浓硝酸为共沸物，溶质质量分数为69.2%，一大气压沸点为121.6℃，密度1.42g·cm−3，约16mol·L−1，溶质重量百分比够大（市售浓度最高为98%以上）的叫发烟硝酸。
硝酸的酸酐是五氧化二氮（N2O5）。

## 歷史
硝酸和硫酸一样由公元8世纪阿拉伯鍊金術士阿布·穆薩·賈比爾·伊本·哈揚（Jabir ibn Hayyan）在乾餾綠矾和硝石混合物時發現，也是化學肥料。硝酸在硝石中發現，故叫硝酸不叫氮酸。

## 自然存在
雷雨时能生成少量硝酸。打雷放出的能量讓空氣中的N2和O2高温反應，生成NO：
{\displaystyle {\ce {N2 + O2 -> 2NO}}}
{\displaystyle {\ce {2NO + O2 -> 2NO2}}}
{\displaystyle {\ce {N2 + 2O2 -> 2NO2}}}
NO2和水反應生成硝酸：
无氧時：{\displaystyle {\ce {3NO2 + H2O -> 2HNO3 + NO}}}
含氧時：{\displaystyle {\ce {4NO2 + O2 + 2H2O -> 4HNO3}}}
实验室中，用火焰可以产生少量硝酸，如用高压电与火花隙进行弧光放电效率更高，在工业中曾经用于伯克兰-艾德法。但因效率低，电能消耗大而不再使用。
有些海鞘（Ciona intestinalis）也能分泌硝酸御敌。

## 结构
硝酸是平面分子，中心的氮原子为sp2杂化。羟基的氢原子与另外一粒氧原子形成氢键，分子呈平面结构，而且氮的三根键长都不相同。氮原子垂直于分子平面的一條p轨道是满的，它与未连接氫的两粒氧原子上的p轨道共轭，形成{\displaystyle \Pi _{3}^{4}}大Π键。分子内氢键也是硝酸沸点较低的原因。
硝酸是含氧酸，去掉一粒氢原子的结构是硝酸根，一般带一粒负电荷（硝酸根离子）。硝酸根有对称的平面等边三角形结构，4粒原子形成大{\displaystyle \Pi _{4}^{6}}键，多出来的1粒电子在离域Π键裡。
硝酸去掉一組羟基的结构是硝基－NO2。硝基的正离子叫硝酰正离子。

## 物理性质
純硝酸為無色、易揮發液體，沸點約83℃，凝固点约−42℃，密度为1.51g/ml。可以与水互溶。硝酸是二氧化氮溶於水生成，但二氧化氮溶於水並不會完全水解成硝酸，會有少量二氧化氮分子留存，因此硝酸水溶液呈淡黃色，也会挥发出棕红色的NO2。一般的浓硝酸指的是16mol/L的HNO3水溶液，密度为1.42g/ml。

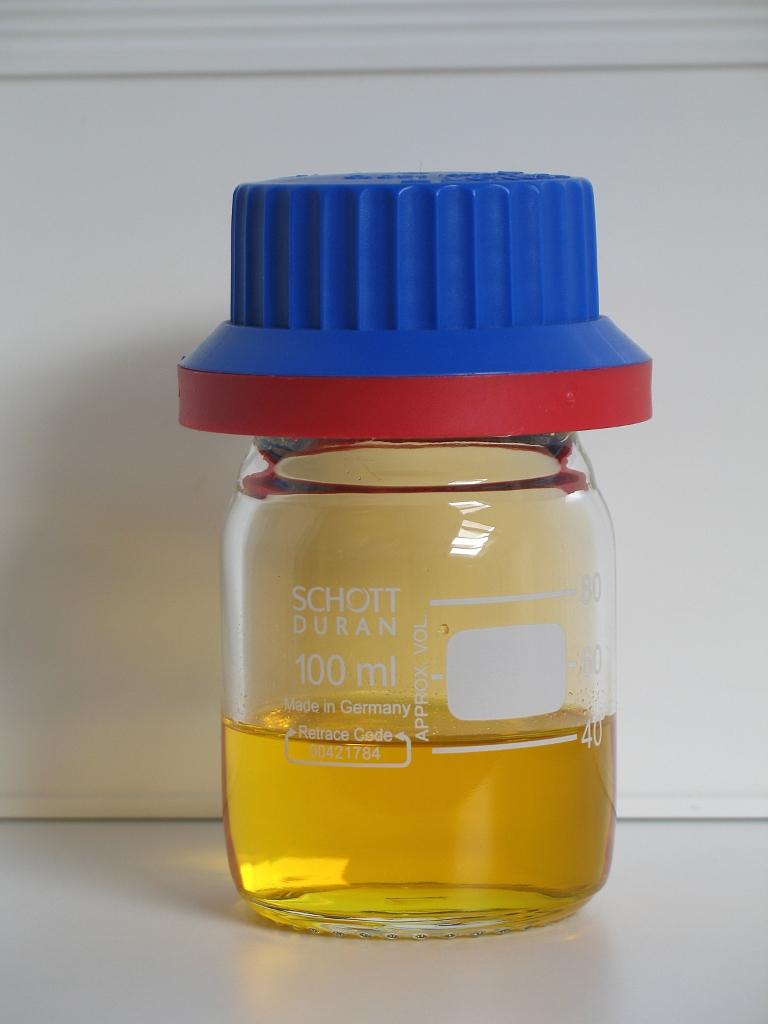
發煙硝酸
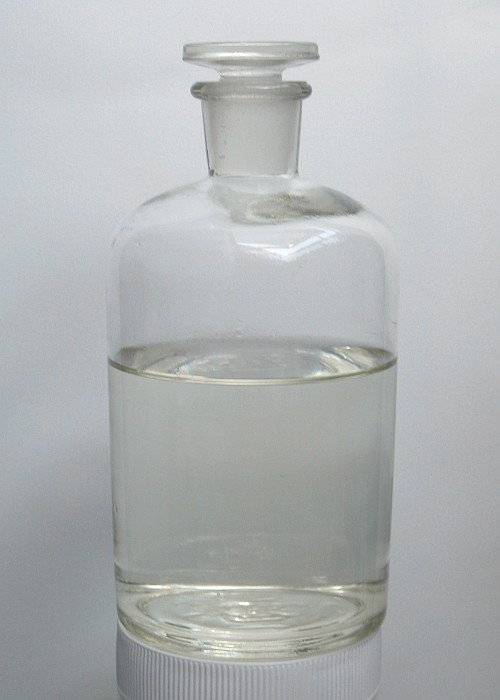
70％硝酸

## 化学性质
纯硝酸可以自偶电离：2HNO₃　⇌　H₂O＋NO₂⁺＋NO₃⁻
硝酸作为氮的最高价（＋5）水化物，其酸性很强，一般情况认为硝酸在水溶液中完全电离。硝酸可以与醇酯化反应，如制备硝酸甘油。（實際會用浓硫酸生成大量NO₂⁺），成本較低且較易處理，與其他更強的脫水劑，例如P₄O₁₀，也可以生成大量硝醯陽離子，这是硝化反应的本质。
HNO₃＋H₂O　→　H₃O⁺＋NO₃⁻（水中）
HO－NO₂＋2H₂SO₄　→　NO₂⁺＋2HSO₄⁻＋H₃O⁺（浓硫酸中）
硝酸的水溶液无论浓稀均有强氧化力及腐蚀力，溶液越浓其氧化力越强。硝酸經光照分解成水、NO2和O2，方程式如下：
4HNO₃　→　4NO₂＋O₂＋2H₂O
一定要盛放在棕色瓶中，並置於阴凉处保存。硝酸能溶解多种金属（例如银），生成盐、水、氮氧化物。随着溶液變稀，其还原产物逐渐由高价向低价过渡，从最浓到最稀可生成NO₂、NO、N₂O、N₂、NH₄NO₃、H₂。还原产物一般是混合物，金属与濃硝酸反应多生成NO2，與稀硝酸反應生成如NO等較低價化合物。
铁、铝、铬等金属遇冷的浓硝酸可以钝化，只在表面形成致密的氧化膜，不会繼續反应。
浓硝酸和浓盐酸的物質量按1比3混合，即为王水，能溶解金、铂等稳定金属。
硝酸盐大多易遇热分解，生成氧气、氮氧化物、金属氧化物（中途也可能生成亚硝酸盐等）。
硝酸铵中的硝酸根與銨根，平均能量大於有其平均價數之一氧化二氮，在固態時均化反應（動力學所限，在溶液內不反應）（即加热或撞击分解生成一氧化二氮和水），一般使用現代合成炸藥引爆，威力與TNT相去不遠，但成本極低，因此用于国防工业及工程而獲美譽「國防工業之母」（主要製造硝基含能化合物（現代合成炸藥）。硝酸钾就是黑火药的成分之一）。
硝酸也屬強酸，可以和鹼酸鹼中和反應。
{\displaystyle {\ce {HNO3(aq) + NaOH(aq) -> NaNO3(aq) + H2O(l)}}}
上為硝酸和氫氧化鈉的複分解反應。

## 制备
历史上，曾使用伯克兰-艾德法，但因能耗大、效率低，后被取代。
现代工业用二氧化氮与水混合制备硝酸：奧士華法。其原料二氧化氮是由氨氧化而得，硝酸工业与製氨工业密不可分。
{\displaystyle {\ce {4NH3(g) + 5O2(g) -> 4NO(g) + 6H2O(g)}}}（鉑銠催化）（ΔH＝−905.2kJ/mol）
{\displaystyle {\ce {2NO(g) + O2(g) -> 2NO2(g)}}} (ΔH=−114kJ/mol)
{\displaystyle {\ce {3NO2(g) + H2O(l) -> 2HNO3(aq) + NO(g)}}}(ΔH=−117kJ/mol)
總式：{\displaystyle {\ce {NH3(g) + 2O2(g) -> H2O(l) + HNO3(aq)}}}（鉑銠催化）
反复把生成的气体通入水中即可得到甚纯的硝酸，不过工业一般用稀硝酸吸收二氧化氮。这样制得的硝酸浓度通常为68%。

### 製備純硝酸
製造純硝酸則是把濃硫酸與硝酸鹽混合加熱，反應式為：
NaNO₃＋H₂SO₄　→　NaHSO₄＋HNO₃
其二步反应是硫酸氢盐与硝酸盐反应，值得注意的是，反应温度更高，硝酸会分解，影响产率。

## 人体影响
硝酸不论浓稀溶液都有氧化力和腐蚀力，对人很危险，仅溅到皮肤上也会引起严重烧伤。皮肤接触硝酸后会慢慢变黄，最后变黄的表皮会起皮脱落（硝酸和蛋白質接觸後，會引起黄蛋白反应而變性）。此外，濃硝酸需以深色玻璃瓶盛裝，避免受到光照反應釋出有毒NO2。

## 与金属反应
一般的酸与活泼金属反应生成氢气：
{\displaystyle {\ce {2HCl(aq) + Zn(s) -> ZnCl2(aq) + H2(g)}}}
硝酸根（NO₃⁻）的氧化力比氢离子（H⁺）强，硝酸与金属反应不会生成氢气。
浓硝酸（约16mol/L）与金属反应，主要生成红棕色的二氧化氮气体：
{\displaystyle {\ce {Zn(s) + 4HNO3(aq) -> Zn(NO3)2(aq) + 2NO2(g) + 2H2O(l)}}}
稀硝酸（约6mol/L）与金属反应，主要生成一氧化氮气体：
{\displaystyle {\ce {3Zn(s) + 8HNO3(aq) -> 3Zn(NO3)2(aq) + 2NO(g) + 4H2O(l)}}}
更稀的硝酸（约2mol/L以下）与金属反应，产物从一氧化二氮到氮气到铵根离子不等。
普遍认为，硝酸与金属反应时，各还原产物（NO₂、NO、N₂O、N₂、NH₃）都可以生成。但硝酸、水、氮氧化物、亚硝酸、连二次硝酸等物质间的多對平衡，不同浓度硝酸的还原产物有很大差异。
极稀硝酸和活泼金属生成氢气的说法没有得到证实。

## 工业用途
硝酸在工业和实验室都是很常用的酸。
作为硝酸盐和硝酸酯的必需原料，硝酸用来制取硝酸铵、硝酸钾等一系列硝酸盐类氮肥；也用来制取三硝基甲苯（TNT）、硝化甘油等硝酸酯类或含硝基的炸药。
它同时是氧化劑和酸，也用来精炼金属：先把不纯的金属氧化成硝酸盐，排除杂质后再还原。

## 参見
- 硝酸盐
- 亚硝酸、连二次硝酸
- 镪水——硫酸、盐酸、硝酸